# Arkadi Gajdar

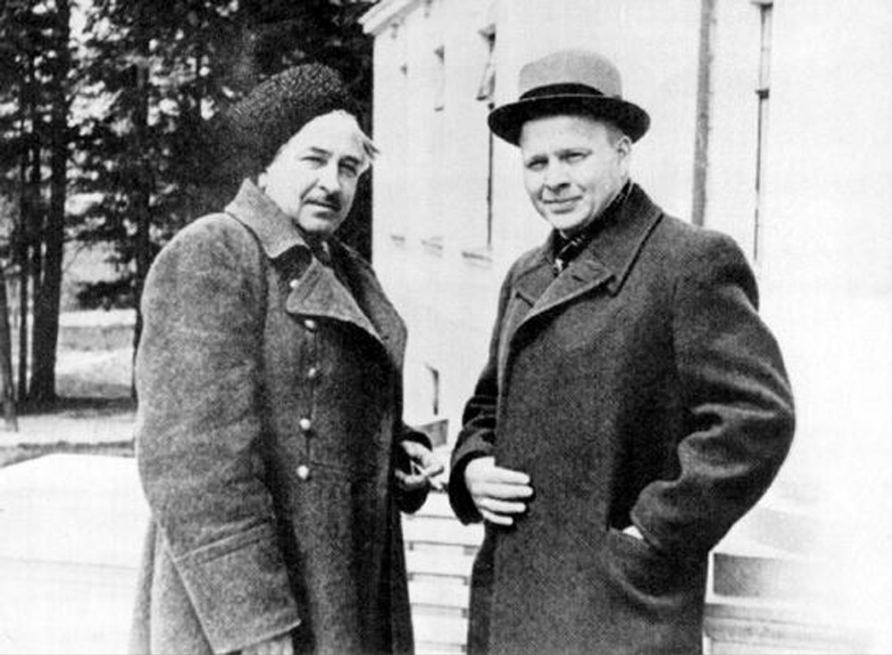
Gajdar (rechts) met filmregisseur Lev Koelesjov.

Arkadi Petrovitsj Gajdar (Russisch: Аркадий Петрович Гайдар), pseudoniem van Arkadi Petrovitsj Golikov (Russisch: Аркадий Петрович Голиков) (Lgow, oblast Koersk, 22 januari 1904 – oblast Tsjerkasy, 26 oktober 1941), was een Russisch schrijver, vooral van jeugdboeken.

## Leven en werk
Gajdar werd geboren in een onderwijzersfamilie. In 1918 werd hij lid van de Bolsjewistische partij. Tijdens de Russische Burgeroorlog voerde hij op 16-jarige leeftijd reeds een regiment aan. In 1924 verliet hij het leger en begon hij met schrijven.
Gajdar schreef vooral jeugdliteratuur. Zijn beroemdste werk is Timoer en zijn troep (Тимур и его команда, 1940). Timoer is de van romantiek omgeven pionier die tijdens winterse oorlogsmaanden illegaal hulp verleent aan de familie van frontsoldaten. Dit leidde tijdens en na de Tweede Wereldoorlog tot de zogenaamde Timoer-beweging van altruïstische Sovjetscouts.
Al in De school des levens (Школа, 1930) schetste Gajdar vanuit een marxistische visie de evolutie van een kind tot Bolsjewiek tijdens de Eerste Wereldoorlog, de Russische Revolutie en de burgeroorlog. De psyche van de hoofdfiguur wordt via innerlijke monologen blootgelegd en toont aan voor welke moeilijke keuzes kinderen in die jaren al werden gesteld.
Gajdar werd bij het begin van de Tweede Wereldoorlog ingezet als oorlogscorrespondent. Hij stierf tijdens gevechten in de frontlinie, op 26 oktober 1941.
Veel werk van Gajdar werd later in de Sovjet-Unie verfilmd.
Politicus Jegor Gajdar, in 1992 even waarnemend premier van Rusland, is Gajdars kleinzoon.